# Criva (okręg Dolj)
Criva – wieś w Rumunii, w okręgu Dolj, w gminie Vârvoru de Jos. W 2011 roku liczyła 412 mieszkańców.